# Campionato italiano a squadre di calcio da tavolo 2010
Il Campionato italiano a squadre di calcio da tavolo del 2010 si è svolto a Fiumicino, sia il girone d'andata che di ritorno.

## Risultati

### Classifica Finale 2010/11
|  | Classifica Finale 2003/04 | P  |
|  | ------------------------- | -- |
|  | ACS Perugia               | 48 |
|  | F.lli Bari Reggio Emilia  | 44 |
|  | Black & Blue Pisa         | 39 |
|  | Bologna Tigers            | 26 |
|  | CCT Roma                  | 22 |
|  | Stella Artois Milano      | 20 |
|  | Urbino                    | 20 |
|  | Eagles Napoli             | 15 |
|  | Warriors Torino           | 9  |
|  | Sessana '82               | 5  |

## Formazione della Squadra Campione D'Italia
| De Francesco Stefano  |
| Mattiangeli Francesco |
| Nastasi Massimiliano  |
| Buono Stefano         |
| Belloni Fabio         |
| Martinez Arturo       |
| --------------------- |